# Matěj Valenta
Matěj Valenta (Praga, 9 febbraio 2000) è un calciatore ceco, centrocampista del Viktoria Plzeň.

## Carriera

### Club
Cresciuto nel settore giovanile dello Slavia Praga, debutta in prima squadra il 25 agosto 2018 nel match di 1. liga vinto 3-0 contro il Teplice; nel gennaio seguente viene prestato per una stagione e mezza all'Ústí nad Labem.
Nell'agosto del 2020 viene acquistato a titolo definitivo dalla Dyn. Č. Budějovice.

### Nazionale
Ha giocato nella nazionale ceca Under-21.

## Statistiche

### Presenze e reti nei club
Statistiche aggiornate al 21 novembre 2021.
| Stagione        | Squadra            | Campionato      | Campionato | Campionato | Coppe nazionali | Coppe nazionali | Coppe nazionali | Coppe continentali | Coppe continentali | Coppe continentali | Altre coppe | Altre coppe | Altre coppe | Totale | Totale |
| Stagione        | Squadra            | Comp            | Pres       | Reti       | Comp            | Pres            | Reti            | Comp               | Pres               | Reti               | Comp        | Pres        | Reti        | Pres   | Reti   |
| --------------- | ------------------ | --------------- | ---------- | ---------- | --------------- | --------------- | --------------- | ------------------ | ------------------ | ------------------ | ----------- | ----------- | ----------- | ------ | ------ |
| 2018-2019       | Slavia Praga       | 1L              | 1          | 0          | CRC             | 1               | 0               | UEL                | 0                  | 0                  |             | -           | -           | 2      | 0      |
| gen.-giu. 2019  | Ústí nad Labem     | FNL             | 8          | 0          | CRC             | 0               | 0               |                    | -                  | -                  |             | -           | -           | 8      | 0      |
| 2019-2020       | Ústí nad Labem     | FNL             | 28         | 1          | CRC             | 0               | 0               |                    | -                  | -                  |             | -           | -           | 28     | 1      |
| 2020-2021       | Dyn. Č. Budějovice | 1L              | 19         | 1          | CRC             | 1               | 0               |                    | -                  | -                  |             | -           | -           | 20     | 1      |
| 2021-2022       | Dyn. Č. Budějovice | 1L              | 5          | 0          | CRC             | 0               | 0               |                    | -                  | -                  |             | -           | -           | 5      | 0      |
| Totale carriera | Totale carriera    | Totale carriera | 61         | 2          |                 | 2               | 0               |                    | 0                  | 0                  |             | -           | -           | 63     | 2      |